# Arpad Šterbik
Arpad Šterbik (mađ. Sterbik Árpád; Senta, 20. studenoga 1979.), vratar je rukometnog kluba Vardar i španjolske rukometne reprezentacije.

## Igračka karijera
Arpad je jedan od najboljih svjetskih rukometnih vratara. Najveće uspjehe u karijeri ostvario je igrajući za mađarske i španjolske klubove. Do sada ima 6 osvojenih naslova državnog prvaka i jedan naslov pobjednika rukometne lige prvaka sa svojim klubovima. S reprezentacijom Jugoslavije ima dvije osvojene bronce na svjetskim prvenstvima.
2005. godine izabran je za europskog rukometaša godine po izboru čitatelja Svjetskog rukometnog magazina.

## Uspjesi
- Prvak Mađarske: 2002., 2003., 2004.
- Osvajač kupa Mađarske: 2003., 2004.
- Finalist španjolskog kupa kralja: 2006.
- Prvak Španjolske: 2005., 2006., 2007.
- Osvajač španjolskog superkupa: 2005.
- Osvajač rukometne lige prvaka: 2006.
- Finalist rukometne lige prvaka: 2002., 2005.
- Osvajač europskog superkupa: 2006., 2007.
- Bronca sa svjetskog rukometnog prvenstva: 1999., 2001.
- Zlato s europskog rukometnog prvenstva: 2018.

## Vanjske poveznice
- Oni pobjeđuju: Arpad Šterbik, Al Jazeera Balkans, 10. veljače 2023.